# 再電離
再電離（英語：Reionization）是在大霹靂宇宙學的黑暗時期之後，宇宙中物質再電離的過程，並且是宇宙中氣體的兩次主要相變中的第二次。當主要的重子物質成為氫的形式，再電離通常指的是氫氣體的電離。宇宙原生的氦也經歷過相同的相變，但在宇宙歷史上是不同的點，並且通常會稱為氦再電離。

## 背景

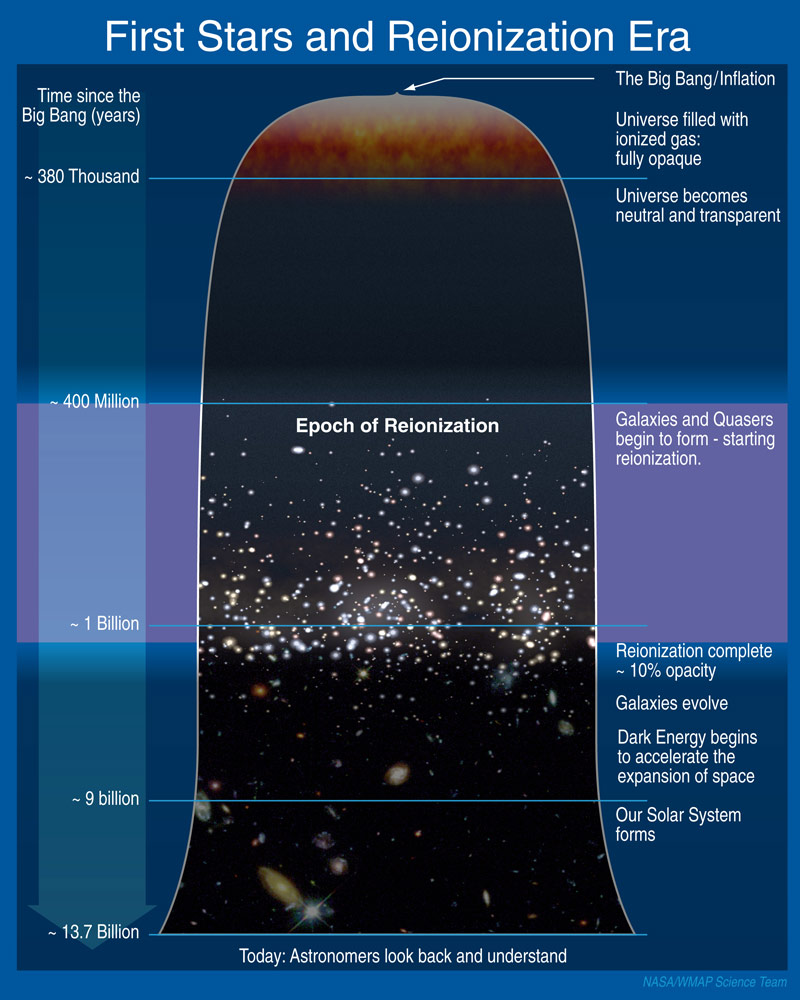
描繪出的宇宙時間線，刻畫出再電離在宇宙歷史上的位置。

在宇宙中氫的第一次相變是復合，發生在紅移z = 1100（大霹靂之後的400,000年），由於在這個點上宇宙的冷卻使得電子和質子結合形成中性氫原子的比率高過氫被電離的比率。因為光子的散射，在再結合之前的宇宙是不透明的，但在更多的電子被捕獲形成氫之後，宇宙變得越來越透明。同時，中性氫（或其它的原子或分子）的電子能夠吸收某些波長的光子成為激發態，充滿中性氫原子的宇宙相對來說對這些波長是不透明的，而對其他大部分的頻譜是透明的。黑暗時期就從這個點開始，因為除了逐漸變暗的微波背景輻射，沒有其他的光源。
第二次的相變發生在早期宇宙充滿足以使中性氫游離的能量，開始形成天體的時期。當這些天體形成和輻射能量，在大霹靂之後的1億5千萬年至10億年（在紅移6 < z < 20），宇宙將從中性再回復成電離的電漿。但是，現在因為宇宙的膨脹已經將物質稀釋，並且散射的交互作用不再像再結合之前的頻繁。因此，一如今天的狀況，充滿低密度游離化氫的宇宙仍然是透明的。

## 檢測的方法
回顧到目前為止的宇宙，帶來了一些觀測上的挑戰。但是，有幾個觀測方法用來研究再游離。

### 類星體和冈恩-彼得森槽（Gunn-Peterson trough）
一項關於再游離的重要研究是使用遙遠類星體的光譜。類星體釋放出極大量的能量，意即是它們是宇宙中最明亮的天體種類之一。有些類星體甚至可以在再電離的早期就被探測。類星體也正好有相對一致的光譜特徵，而無須顧慮它在天空中的位置和與地球的距離。因此可以推斷出類星體光譜上出現的任何差異，都是與在視線方向上的原子交互作用引起的。若光波長屬於氫萊曼譜線其中之一，則其具有很大的散射截面，這意味着既使只有少量的中性氫在星系際介質（IGM）內，在這些波長上的吸收依然會很明顯。
在鄰近的宇宙中，光譜的吸收線是很銳利的，因為即使光子的能量只能造成一個原子的躍遷，躍遷也會發生。但是，類星體和用來偵測的望遠鏡之間距離是很大的，宇宙膨脹將導致接收到的光明顯的紅化。這意味著當類星體的光在旅途中通過了星系際介質（IGM）時，本來比萊曼α的波長還要短的光發生紅移後，正好落入了萊曼譜線的範圍，因此從類星體所在紅移處的萊曼α線對應波長開始，往其短波長方向會出現連續的吸收。這意味著明顯的譜線被連續譜取代，類星體的光線在經過散布著中性氫的廣闊空間後，將會呈現出耿恩-彼得森槽。
這些紅移的出現讓我們可以擷取到關於再電離時期的片段資訊。因為天體的紅移對應著我們看見的光線輻射出來的時間，它或許可以確立再電離時期結束的時間點。紅移在特定數值之下的類星體不會呈現耿恩-彼得森槽（雖然它們可能會呈現萊曼α森林），當早於再電離的類星體會顯現耿恩-彼得森槽。在2001年，史隆數位巡天發現了紅移在z = 5.82到z = 6.28之間的4個類星體，其中z = 6的呈現出耿恩-彼得森槽，低於這個值的則沒有，這顯示z = 6的IGM至少有部分是中性的氫。推測再電離發生在相對來說較短的時間尺度內，此一結果顯示宇宙在接近z = 6的時間上結束了再電離。這事實上顯示宇宙在z > 10的時刻，幾乎已經全部中性化了。

### 宇宙微波背景輻射的非各向同性和極化
宇宙微波背景在不同角度上的不同性質也可以用來研究再電離。當光子在與自由電子散射時，有一個稱為湯姆森散射的過程。然而，當宇宙膨脹時，自由電子的密度將會降低，同時散射發生的頻率也會降低。在再電離與之後的時期，但在字宙顯著膨脹及電子密度過低之前，來自宇宙微波背景的光將發生可觀測的湯姆森散射。這些散射會在宇宙微波背景的各向異性圖留下痕跡，導入第二次的各向異性（在再結合之後的發生的各向異性）。整體的效應將刪除發生在小尺度上的各向異性。雖然小尺度上的各向異性會被消除，但再電離卻會導致偏振的各向異性。仔細研究宇宙微波背景的各向異性，和看起來沒有發生再電離地區比較，可以確定再電離時期的電子柱密度。據此，可以計算再電離發生時的宇宙年齡。
威爾金森微波各向異性探測器可以作出這種比較。最初的觀測在2003年釋出，認為再電離發生在11 <z < 30的位置，但這些紅移的範圍，很明顯與對類星體光譜觀測的研究結果不一致。但是，WMAP三年觀測的資料給出了不一樣的結果，再電離開始於z = 11和宇宙電離發生於z = 7，這與類星體的資料吻合的較好。

### 21公分線
即使類星體的資料和宇宙微波背景輻射的各向異性資料大致上符合，但還是有一些問題，特別是關於再電離的能量來源，還有在再電離時在宇宙結構形成中扮演的角色及產生的效應。氫的21公分線可能是研究這一時期，以及再電離之前“黑暗時期”的重要工具。21公分線是中性氫，在電子質子自旋平行和自旋反平行之間轉換時發生的，而這種轉換是被禁止的，意思是很難發生，這種轉換也需要高溫，意思是形成於「黑暗時期」和輻射出的光子加熱了周圍的中性氫原子，導致周圍地區輻射出更多的21公分線。靠著研究21公分線輻射，將可以了解更多有關早期結構的形成。雖然目前還沒有結果，但有幾個專案正在進行，像是21公分線陣列（PaST）、低頻陣列（LOFAR）、默奇森廣角陣列（MWA）和巨米波電波望遠鏡（GMRT），可望在不久的將來能在這一領域中有所進展。

## 能量來源
雖然觀測獲得的資料縮小了再電離時代的範圍，但是依然不能確定是何種天體提供了光子使IGM再電離。使中性氫電離，只需要13.6電子伏特的能量，這相當於波長為91.2奈米或更短的光子，對應到電磁頻譜中的紫外線。這意味著所有可在紫外線或更高頻率的波段輸出可觀能量的天體，都可能是主要的來源。來源的數量及壽命也必須納入考量，因為若不持續提供能量，質子和電子就會再結合。最後，來源的關鍵參數可被總結成「單位宇宙體積氫電離光子的發射率」。由於這些限制，預期類星體、第一代的恆星及星系是這些能量的主要來源。

### 矮星系
矮星系目前被認目是再電離時代中電離光子的主要來源。在大多情況下，這需要星系紫外線光度函數的對數斜率α=-2，比現今的值還斜。
在2014年，兩個來源分別指出豌豆星系(GPs)有可能是萊曼連續光子(LyC)的放射來源。這暗示了相較於高紅位移的萊曼阿爾法及LyC放射體，這兩個GPs是低紅位移的。除此之外目前只有兩個已知的星系，Haro 11及Tololo-1247-232。尋找局部的LyC放射體對於早期宇宙及再電離時代相當關鍵。這兩個GPs的SDSS編號分別為1237661070336852109 (GP_J1219)及1237664668421849521。
新研究顯示矮星系在再電離中貢獻了30%的紫外光。貢獻如此之大的原因，相較於一般星系的5%比例，電離光子可以以50％的比例逃離矮星系。J.H. Wise在與天空與望遠鏡雜誌的訪問中談到：「在早期最小的星系佔了絕大多數，他們基本上因自己的超新星及加溫環境而燃燒殆盡。之後較大的星系（但質量仍比銀河系小一百倍）開始為宇宙的再電離負責。」

### 類星體
類星體是一種活躍星系核，可進行高效率的質能轉換，並輻射出大量能量在電離氫門檻之上的光，因而被認為是好的可能來源。但在再電離之前有多少類星體存在猶未可知。當再電離進行之際，只有最明亮的類星體能被檢測出來，這意味著沒有當時較暗的類星體的直接資料。但藉由觀察附近宇宙中較易測量的類星體，和假設再電離時期的光度函數（以類星體數量為變數的光度函數）與現今大致相同，就可推估早期的類星體數量。這樣的研究發現類星體的數量並不足以獨力造成IGM的再電離，也就是說，「只有當再電離背景為主的低亮度活躍星系核（AGN）也是類星體，才能提供足夠電離的光子」。

### 第三星族星

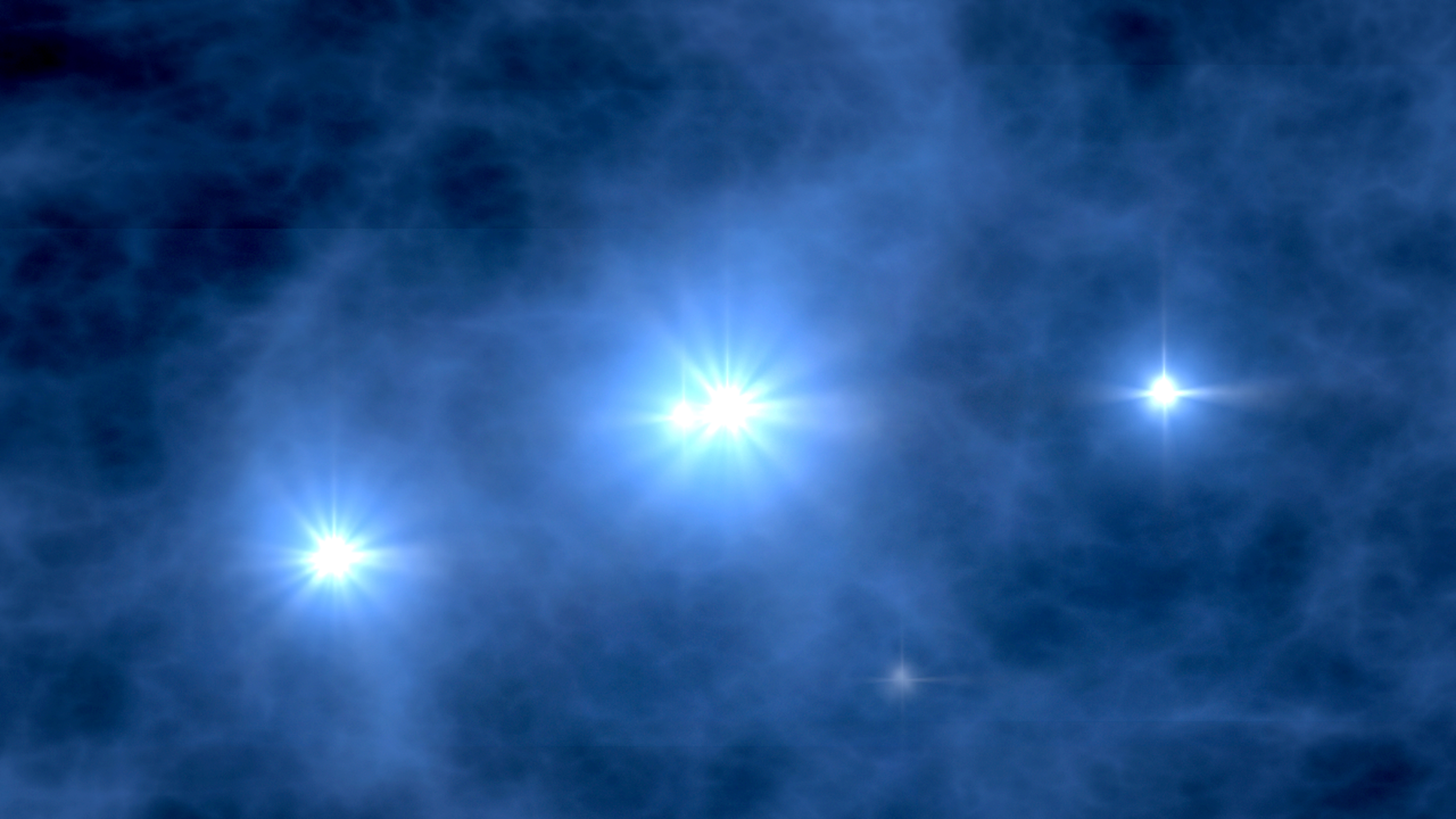
在大霹靂4億年後第一顆恆星的模擬影像。

第三星族星是由沒有比氦更重的元素構成的恆星。當太初核合成時，除了微量可追蹤的鋰之外，氦是由氫合成的唯一元素。但是，類星體的光譜顯示早期的IGM已經有重元素的存在。超新星的爆炸可以產生這些重元素，因此高熱、巨大，可以形成超新星的第三星族星可能成為再電離的機制。雖然未曾被直接觀測，但第三星族星與一些模型的數值模擬和目前的觀測相符。重力透鏡星系也提供了第三星族星的間接證據。即使沒有直接觀測到第三星族星，它仍是令人信服的來源。它們能比第二星族星輻射更多的電離光子
；並且在一些採用合理初始質量函數的再電離模型中，可自行使氫再電離。結果是，第三星族星目前被認為最有可能是啟動宇宙再電離的能量來源，但之後有可能是由其它能量來源來接管以至完成。
在2015年六月，天文學家報告了在宇宙紅移7號星系中紅位移為6.60的第三星族星。這類星體有可能存在於非常早期（也就是紅位移很大）的宇宙之中，而且有可能開始產生比氫重的化學元素，可用來產生我們熟知的行星及生命。

## 註解和參考資料
1. ↑  J.E. Gunn and B.A. Peterson. . The Astrophysical Journal. 1965, 142: 1633–1641  [2010-08-20]. doi:10.1086/148444. （原始内容存档于2019-06-20）.
2. ↑  R.H. Becker;  et al. . Astronomical Journal. 2001, 122: 2850–2857  [2010-08-20]. doi:10.1086/324231. （原始内容存档于2020-08-06）.
3. ↑  Manoj Kaplinghat;  et al. . The Astrophysical Journal. 2003, 583: 24–32  [2010-08-21]. doi:10.1086/344927. （原始内容存档于2018-12-14）.
4. ↑  Olivier Dore;  et al. . 2007. arXiv:astro-ph/0701784.
5. ↑  A. Kogut;  et al. . The Astrophysical Journal Supplement Series. 2003, 148: 161–173  [2010-08-21]. doi:10.1086/377219. （原始内容存档于2019-09-26）.
6. ↑  D.N. Spergel;  et al. . The Astrophysical Journal Supplement Series. 2006, 170: 377–408  [2010-08-21]. doi:10.1086/513700. （原始内容存档于2019-01-21）.
7. ↑  Rennan Barkana and Abraham Loeb. . The Astrophysical Journal. 2005, 626: 1–11. doi:10.1086/429954.
8. ↑  Marcelo Alvarez;  et al. . 2010  [2010-08-23]. arXiv:1007.0001. （原始内容存档于2019-07-30）.
9. 1 2  Piero Madau;  et al. . The Astrophysical Journal. 1999, 514: 648–659  [2010-08-24]. doi:10.1086/306975. （原始内容存档于2020-01-25）.
10. ↑  Loeb and Barkana. . Physics Reports. 2000, 349: 125–238  [2010-08-24]. doi:10.1016/S0370-1573(01)00019-9. （原始内容存档于2018-12-14）.
11. 1 2  R.J.Bouwens;  et al. . The Astrophysical Journal Letters. 2012, 752 (1): L5. Bibcode:2012ApJ...752L...5B. arXiv:1105.2038v4 . doi:10.1088/2041-8205/752/1/L5.
12. 1 2 3  A. E. Jaskot & M. S. Oey. . The Astrophysical Journal Letters. 2014, 791 (2): L19. Bibcode:2014ApJ...791L..19J. arXiv:1406.4413v2 . doi:10.1088/2041-8205/791/2/L19.
13. 1 2 3  A. Verhamme; I. Orlitova; D. Schaerer; M. Hayes. . 2014. arXiv:1404.2958v1  [astro-ph.GA].
14. ↑  K. Nakajima & M. Ouchi. . Monthly Notices of the Royal Astronomical Society. 2014, 442 (1): 900–916. Bibcode:2014MNRAS.442..900N. arXiv:1309.0207v2 . doi:10.1093/mnras/stu902.
15. 1 2  Shannon Hall. . Sky and Telescope. July 2014  [January 2015]. （原始内容存档于2019-06-29）.
16. ↑  J.H. Wise;  et al. . Monthly Notices of the Royal Astronomical Society. 2014, 442 (3): 2560–2579. Bibcode:2014MNRAS.442.2560W. arXiv:1403.6123v2 . doi:10.1093/mnras/stu979.
17. ↑  Paul Shapiro & Mark Giroux. . The Astrophysical Journal. 1987, 321: 107–112  [2010-08-24]. doi:10.1086/185015. （原始内容存档于2017-11-06）.
18. ↑  Xiaohu Fan;  et al. . The Astronomical Journal. 2001, 122: 2833–2849  [2010-08-24]. doi:10.1086/324111. （原始内容存档于2017-11-03）.
19. ↑  Nickolay Gnedin and Jeremiah Ostriker. . Astrophysical Journal. 1997, 486: 581–598  [2010-08-25]. doi:10.1086/304548. （原始内容存档于2019-08-25）.
20. ↑  Limin Lu;  et al. . 1998. arXiv:astro-ph/9802189.
21. ↑  R. A. E. Fosbury;  et al. . Astrophysical Journal. 2003, 596 (1): 797–809  [2010-08-25]. doi:10.1086/378228. （原始内容存档于2016-06-02）.
22. ↑  Jason Tumlinson;  et al. . ASP Conference Proceedings. 2002, 267: 433–434  [2010-08-25]. （原始内容存档于2019-03-27）.
23. ↑  Aparna Venkatesan;  et al. . Astrophysical Journal. 2003, 584: 621–632  [2010-08-25]. doi:10.1086/345738. （原始内容存档于2018-12-14）.
24. ↑  Marcelo Alvarez;  et al. . Astrophysical Journal. 2006, 639: 621–632  [2010-08-25]. doi:10.1086/499578. （原始内容存档于2019-08-24）.
25. ↑  Sobral, David; Matthee, Jorryt; Darvish, Behnam; Schaerer, Daniel; Mobasher, Bahram; Röttgering, Huub J. A.; Santos, Sérgio; Hemmati, Shoubaneh. . The Astrophysical Journal. 4 June 2015, 808: 139. Bibcode:2015ApJ...808..139S. arXiv:1504.01734 . doi:10.1088/0004-637x/808/2/139.
26. ↑  Overbye, Dennis. . New York Times. 17 June 2015  [17 June 2015]. （原始内容存档于2019-06-29）.

## 外部連結
- End of the Dark Ages （页面存档备份，存于）
- Epoch of Reionization (LOFAR)